# Mujer pelando manzanas
Mujer pelando manzanas es un cuadro del pintor Pieter de Hooch, realizado en 1663, que se encuentra en la Colección Wallace de Londres.

## Descripción de la obra

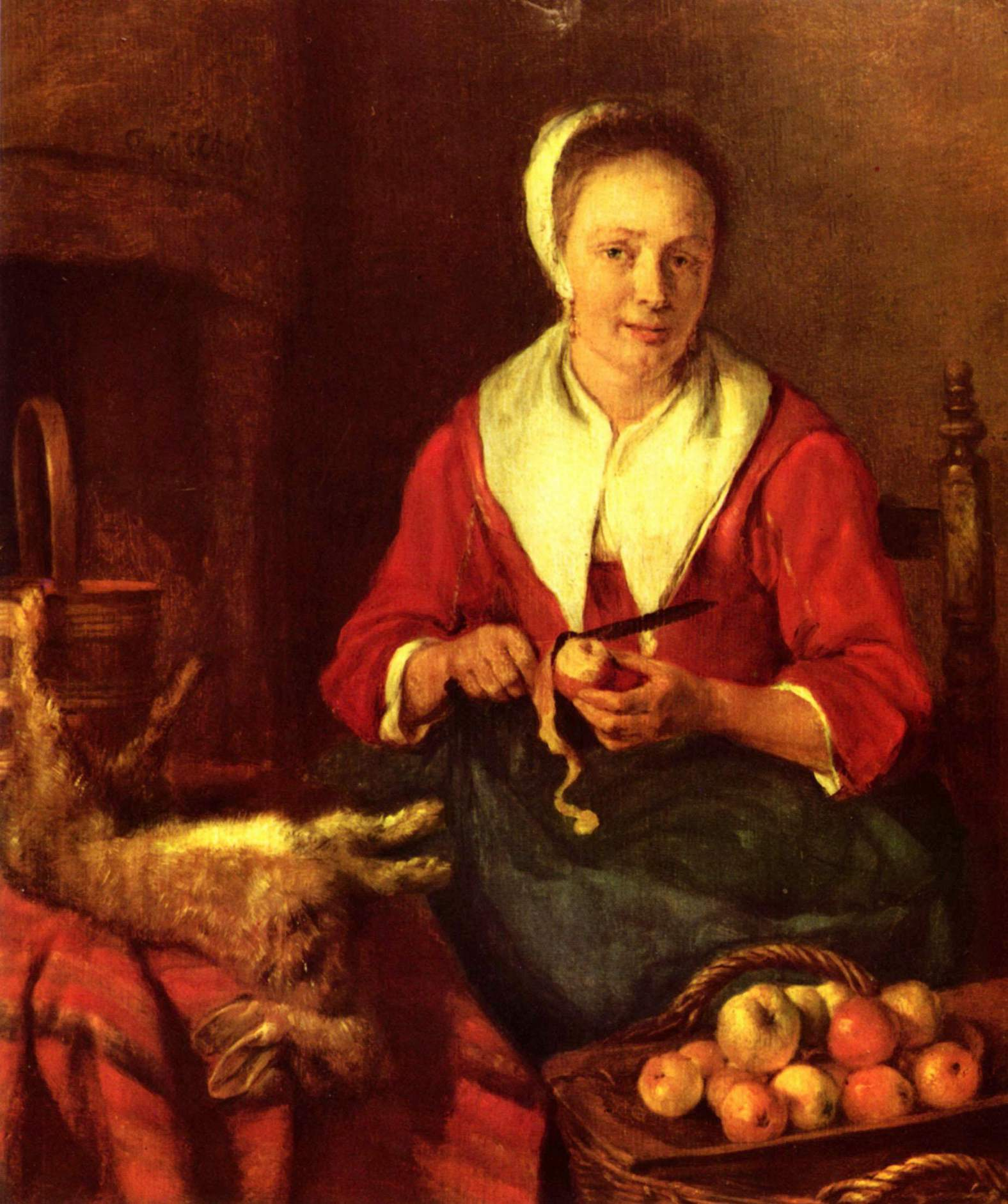
Mujer pelando manzanas, 1660 – 1670, Gabriël Metsu.

Pieter de Hooch representa una escena de interior, donde todo merece la pena ser reflejado, hasta los detalles más comunes de una vida burguesa aparentemente tranquila y satisfecha. Es una visión que repiten otros pintores de la época y nacionalidad, como Vermeer y Gabriël Metsu, que tiene una obra homónima.